# Asphodelus
Asphodelus L., 1753 è un genere di piante della famiglia Asphodelaceae che comprende diverse specie erbacee, note genericamente con il nome volgare di asfodelo.
Il nome deriva dal greco ἀσφόδελος (asphódelos).

## Descrizione

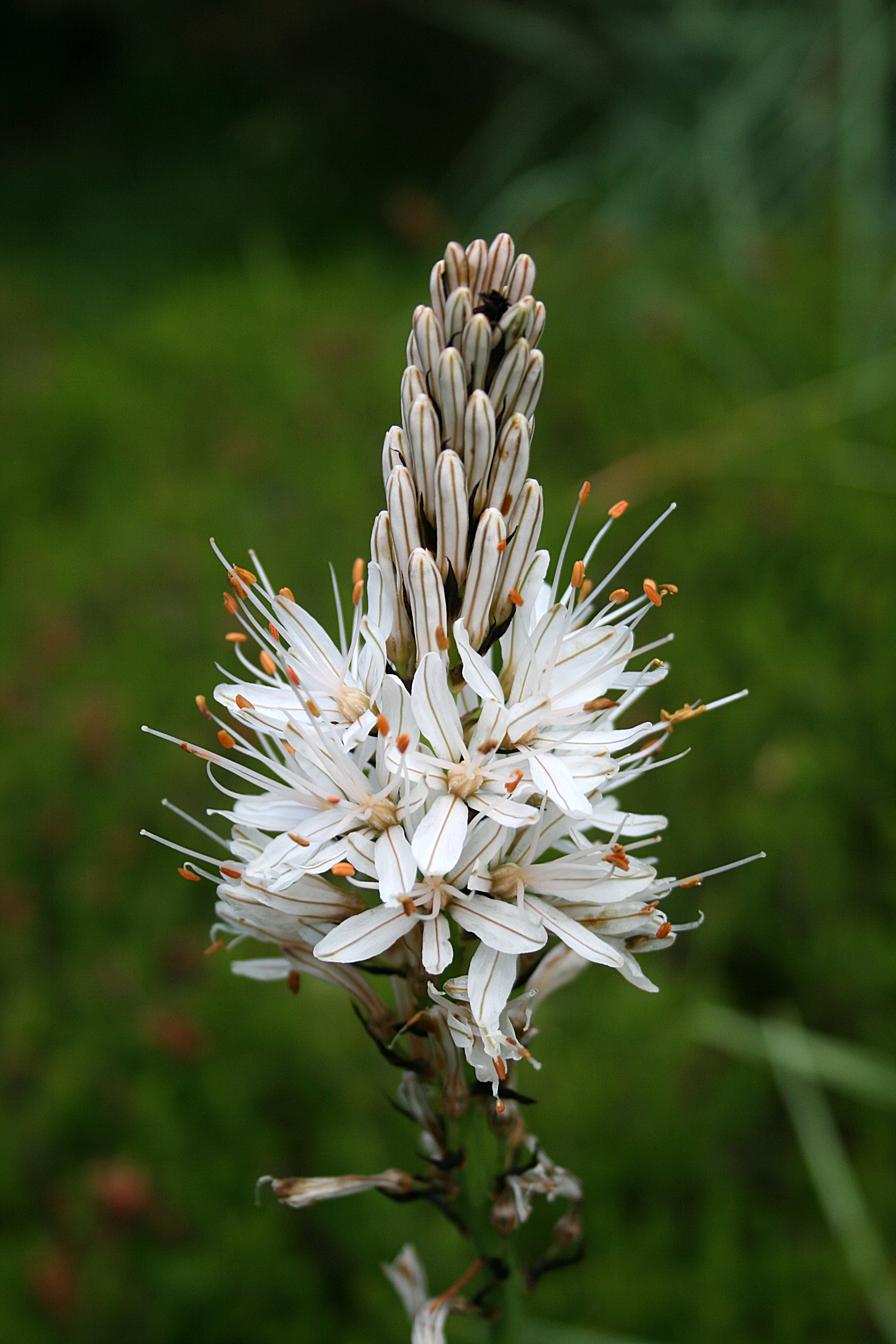
Fiore di asfodelo

Le foglie si presentano sotto forma di una rosetta; sono radicali, grosse, strette e lineari, con l'estremità appuntita.
Dal centro della rosetta emerge uno stelo nudo che porta una spiga di fiori più o meno ramificata secondo le specie. La spiga è generalmente alta un metro o più.
I fiori iniziano a sbocciare dal basso già all'inizio di marzo, essendo la pianta molto rustica e resistente alle condizioni avverse, e fioriscono tutto marzo e metà aprile. Abbelliscono il paesaggio, vengono visitati dalle api, specie se altri fiori scarseggiano a causa di condizioni meteorologiche. Hanno sei tepali (cioè non esiste distinzione visibile tra petali e sepali, che hanno la stessa forma e lo stesso colore). Nella maggior parte delle specie i tepali sono bianchi con una striscia scura al centro.
I frutti sono capsule tondeggianti.
Ha rizoma breve; La radice tuberosa è commestibile.

## Distribuzione e habitat
La distribuzione naturale del genere Asphodelus ha un centro principale intorno al bacino del Mediterraneo (Europa meridionale e Africa settentrionale comprese le isole Canarie); si estende inoltre in Asia dal Medio Oriente fino all'India.
È stato introdotto e si è naturalizzato anche in alcune parti del Nordamerica.
Gli asfodeli amano i prati soleggiati e sono invadenti nei terreni montuosi con rocce affioranti e nei terreni soggetti a pascolo eccessivo, perché, al contrario di altre piante erbacee, le loro foglie si rigenerano in continuazione anche se vengono mangiate dagli erbivori. I caprini si cibano di foglie sia fresche che secche, a fine ciclo vegetativo; inoltre sono ghiotti dei frutti secchi. Il seme viene espulso ancora attivo con le deiezioni, e questo costituisce il mezzo principale di propagazione nelle aree dove è praticato il pascolo. 

## Tassonomia
Il genere Asphodelus comprende le seguenti specie:
- Asphodelus acaulis Desf.
- Asphodelus aestivus Brot.
- Asphodelus albus Mill.
- Asphodelus ayardii Jahand. & Maire
- Asphodelus bakeri Breistr.
- Asphodelus bento-rainhae P.Silva
- Asphodelus cerasifer J.Gay
- Asphodelus fistulosus L.
- Asphodelus gracilis Braun-Blanq. & Maire
- Asphodelus lusitanicus Cout.
- Asphodelus macrocarpus Parl.
- Asphodelus ramosus L.
- Asphodelus refractus Boiss.
- Asphodelus roseus Humbert & Maire
- Asphodelus serotinus Wolley-Dod
- Asphodelus tenuifolius Cav.
- Asphodelus viscidulus Boiss.

### Sinonimi obsoleti
- Asphodelus luteus L. = Asphodeline lutea  (L.) Rchb.

## Usi

### Cucina
L'asfodelo è una pianta mellifera ed è bottinato dalle api: in Sardegna viene utilizzato per la produzione di un miele raro dal gusto delicato.

### Altri usi
Lo stelo del fiore secco raccolto in estate è un buon combustibile di iniezione per accendere il camino o le stufe a legna. 
In alcune località della Sardegna con lo stelo dell'asfodelo si creano pregiati cesti artigianali da tempo utilizzati anche per la panificazione. Questi cesti anticamente erano parte indispensabile del corredo della sposa. La lavorazione tradizionale dell'asfodelo è particolarmente importante nei comuni di Ollolai (dove è presente anche un museo dedicato), Tinnura, Flussio e Urzulei.
Le foglie essiccate servono da mangime per animali.
Dalle radici si può ottenere alcol e una colla per sellai e legatori di libri.

## Storia e letteratura

### Antichità
Per Omero (Odissea XI, 487-491; 539; 573) l'asfodelo è la pianta degli Inferi. Per gli antichi Greci il Regno dei Morti era suddiviso in tre parti: il Tartaro per gli empi, i Campi Elisi per i buoni, ed infine i prati di asfodeli per quelli che in vita non erano stati né buoni né cattivi. Per queste ed altre credenze, i Greci usavano piantare asfodeli sulle tombe, considerando i prati di asfodeli il soggiorno dei morti. Un esempio forse non casuale lo abbiamo in Capo Miseno.

Epimenide, considerato da alcuni uno dei sette sapienti, usava l'asfodelo (e la malva) per le sue capacità di scacciare la fame e la sete. Ce ne parla Plutarco nel "Convito dei sette sapienti". La leggenda vuole che Epimenide grazie all'uso di radici e erbe non avesse bisogno di mangiare e che fosse vissuto 157 anni. Ce ne parla Diogene Laerzio.

Nella sua "Ricerca sulle piante" Teofrasto afferma che le radici d'asfodelo sono commestibili.

Gli asfodeli sono citati, fra l'altro, anche nell'Elogio della follia di Erasmo da Rotterdam quale pianta non presente là dove ella (la pazzia) sarebbe nata (par. 8. Luogo di nascita della follia).